# ビッグワンガム
ビッグワンガム (Big-one Gum) は、1978年（昭和53年）からカバヤ食品（本社・岡山県岡山市）が製造販売していたプラスチックスケールモデルキット食玩のシリーズ。おまけとなるプラ組立てキットの精巧さを追求し、スケールモデル食玩の基礎となる概念でひとつの指針を示した。

## 概要
カバヤリーフ（現・カバヤ食品）時代のビッグリーグガムとニューエフワンガム、2つのコンセプトおよびニューエフワンガムのおまけ（簡易プラ組立てキット）から商品コンセプトが引き継がれた。価格は倍の100円。おまけを精巧なプラスチックスケールモデル組み立てキットとした。それに伴い、文字通りパッケージが大型化されている。
BIG・1（ビッグワン）の由来は、カバヤリーフ時代の主な野球関連食玩名の頭についていたBIG（ビッグ）に加え、本塁打世界記録で当時の日本中を熱狂させた王貞治の愛称であるビッグワンから。
販売初期におけるプラ組立てキットの金型設計は駄玩（主に駄菓子屋流通の玩具）技師が担当し、後年はプラモデル等の技師が担った。ニューエフワンガムと同じく主な素材は、塗装と接着が困難なポリプロピレン系軟質プラスチックだった。その性質上、接着剤不要のはめ込み式を採用した児童にも組み立てやすい手軽さは、本格的なプラモデルへの登竜門的な役割を果たした。
板ガム1枚のおまけという扱いがそぐわない精巧なプラ組立てキットは、当時から「玩具が本体、菓子がおまけ」と形容された。高級食玩の草分け的存在であり、現在の玩具菓子市場の基盤を作った。この成功から同様のコンセプトにもとづき各社から商品が展開された。
プラ組立てキットの種類は新旧問わず、軍用民用の陸海空を網羅しており、果ては拳銃までもラインナップされた。ニューエフワンガム同様にシールが付属。パッケージ裏に記載されたカタログ番号と小窓からのぞく中身の番号を照合することで、キット内容が判別できる（いわゆるブラインドボックスではない）。当時の児童にとってめったに購入できない精巧なプラ組立てキットが100円で入手できたため人気を博した。既存商品にはない自衛隊の戦闘車両や鉄道車両、コンセプトカーなどのラインナップは、高年齢のマニア層の購買意欲もかき立てたという。
のちにブラッシュアップさせたデラックス ビッグワンガム（150円、のちに200円）や、低年齢向けのゼンマイギミックやライトギミック付のアクションビッグワンガム（完成品含む）を発売。後年は、ニュー ビッグワンガムとして継続。晩年となる2000年以降は、ABS樹脂成型の一部塗装済み完成品に移行して国産車シリーズを発売。以降、同ブランドによる新規ラインナップの発表はない。
そのほか、ボトムズガムやダグラムガム、トランスフォーマーガムなどキャラクターによる派生商品も展開した。
現在もガムにプラ組立てキットが付属するというコンセプトのみ引き継いだ各種商品は発売されている。

## ラインナップ
〔 〕内の数字またはアルファベットは、発売時の封入模型キットの識別記号の判明分。

### BIG・1 GUM（ビッグ・ワンガム）
- 1978年（昭和53年）4月 - :【シリーズ１】SL D-51、戦艦大和、583系特急電車、ウィンチェスターM92ライフル銃、原子力空母エンタープライズ、原子力潜水艦ポラリス、SSTコンコルド、パナビア200MRCA戦闘機(トーネード)、M-16ライフル、S&W357マグナムM27
- 1978年（昭和53年）10月 - :【シリーズ2】マクダネル・ダグラスF-15イーグル、ジェネラルダイナミクスF-16ファイティング・ファルコン、ロッキードSR-71ブラック・バード、J.P.S.Mk-IIIロータス78
- 1978年（昭和53年）11月 - :【シリーズ2-2】W-900型アメリカン・トラック、ヒューズAH-64Aアパッチ
- 1978年（昭和53年）12月 - :【シリーズ2-3】客船フランス、帆船日本丸、戦艦ビスマルク、SLビッグ・ボーイ
- 1979年（昭和54年）2月 - :【シリーズ2-4】レオパルドI戦車、ハーレーダビットソン・クラシック
- 1979年（昭和54年）5月 - :【シリーズ2-5】オート・トランスポーター、ジャンボ・クレーン車
- 1979年（昭和54年）6月 - :【シリーズ3】ロックウェルB-1爆撃機、ボーイングB-52爆撃機、チョッパー・バイク、ハシゴ消防車
- 1979年（昭和54年）7月 - :【シリーズ3-2】戦艦アイオワ、SL C62
- 1979年（昭和54年）8月 - :【シリーズ3-3】マクダネル・ダグラスF-18ホーネット、ボーイング・バートルH-47チヌーク、ティレルP34、電気機関車EF65(500番代。いわゆるP形)
- 1979年（昭和54年）12月 - :【シリーズ4】零式艦上戦闘機、XR-311コンバット・バギー、フェラーリ312T3、タンク・ローリー
- 1980年（昭和55年）9月 - :【シリーズ4-2】ホーカー・シドレー・ハリアー、ウルフWR-1
- 1980年（昭和55年）12月 - :【シリーズ5】ポーター蒸気機関車、航空母艦赤城、フォッカーDr-1、グラマンF6Fヘルキャット、ポケットバイク・ジャクソンEX-II、キング・タイガー重戦車、J.P.S.Mk-IIIロータス78、客船フランス、帆船日本丸、ロッキードSR-71ブラック・バード、電気機関車EF65、ティレルP34
- 1981年（昭和56年）5月 - :【シリーズ6】帆船サンタマリア、飛行艇ドルニエDO-X、ダンプカー、ロータリー除雪車キ620、潜水艦伊-401、スズキ・ジムニー8、ビジネスジェット・ファルコン10、ゴーカート
- 1981年（昭和56年）11月 - :【シリーズ7】（シリーズ7よりスケール表記追加）1/122 2階建てバス、1/270 スペースシャトル、1/35 モーリス・ミニ・クーパー、1/36 ワーゲン・バギー、1/1390 戦艦大和、1/79 74式中戦車、1/369 グッピー201貨物輸送機
- 1982年（昭和57年）3月 - :【シリーズ8】1/132 マクダネル・ダグラスF-4EJファントムII、1/80 Sタンク、1/30 三輪自動車、1/815 南極観測船ふじ、1/102 ボトルカー、1/193 SL亜細亜号、1/95 ヨット、1/76 メッサーシュミットBf-109E、1/270 スペース・シャトル
- 1982年（昭和56年）6月 - :【シリーズ9】1/93 しんかい2000、1/32 ヤンマー・トラクター2420D、1/55 シトロエンHトラック、1/88 チーフテン戦車、1/85 SL弁慶号、1/294 BAeニムロッドAEW Mk-III、1/90 ベルAH-1Sトゥコブラ、1/21 ヤマハRZ350、1/1390 戦艦大和
- 1982年（昭和56年）12月 - :【シリーズ10】1/40 フォルクスワーゲン1303S、1/125 サーブAJ-37ビゲン、1/415 潜水艦Uボート、1/21 ホンダATC200、1/20 ホンダ・ストリーム、1/80 郵便車、1/90 M-1エイブラムス戦車、1/155 ターボライナー、1/- ダンプカー
- 1983年（昭和58年）3月 - :【シリーズ11】1/400 双胴高速船シーガル、1/49 ランボルギーニ・ミウラLP400、1/230 ロッキードP-3Cオライオン、1/55 ヤマハ・パスポート17CR-II、1/98 はとバス、1/80 タイガーI重戦車
- 1983年（昭和57年）7月 - :【シリーズ12】1/153 183系特急電車(1000番代。先頭車クハ183形)、1/225 魚雷艇ボスパー、1/76 75式自走榴弾砲、1/32 リジェJS4、1/89 ベル222、1/240 B-29爆撃機、1/24 ホンダVT250F、1/82 スーパーマリン・スピットファイアMk-VB
- 1983年（昭和57年）11月 - :【シリーズ13】1/1030 南極観測船しらせ、1/88 ゲパルト対空戦車、1/142 三菱T-2ブルー・インパルス、1/200 東北新幹線、1/2235 原子力空母ニミッツ、1/72 セスナ・スカイホーク、1/369 グッピー201貨物輸送機、1/34 ウルフWR-1
- 1984年（昭和59年）4月 - :【シリーズ14】1/78 クレーン・トラック、1/81 紫電改(紫電21型)、1/1630 航空母艦信濃、1/23 ホンダCR250R、1/141 SL D-51(なめくじ型)、1/100 M60A1シャイアン戦車、1/122 シコルスキーSH-3hシーキング、1/2 ワルサーP38
- 1984年（昭和59年）11月 - :【シリーズ15】〔A〕1/37 ホンダ・シティターボII (モトコンポ付)、〔B〕1/87 メルカバ戦車、〔C〕1/103 AV-8BハリアーII、〔D〕1/54 クイック・デリバリーバン、〔E〕1/1400 戦艦ニュージャージー(アイオワ級戦艦二番艦)、〔F〕1/14 ホンダ・フラッシュ[10]
- 1986年（昭和61年）12月 - :【シリーズ16】1/100 ジャンボ・トレーラー、1/320 STOL機 飛鳥、1/54 クイック・デリバリーバン、1/20 スズキ・ギャグ、1/3200 原子力空母エンタープライズ、1/90 モーター・グレーダー
- 1987年（昭和62年）5月 - :【シリーズ17】〔1〕1/115 ハシゴ消防車、〔2〕1/115 レオパルドII戦車、〔3〕1/150 F-19ステルス戦闘機、〔4〕1/36 ワーゲン・バギー、〔5〕1/3 S&W357マグナム、〔6〕1/40 ホンダ・トゥデイ
- 1987年（昭和62年）7月 - :【シリーズ18・レール付きNEW2階建て新幹線シリーズ】1/500 100系新幹線（1号車～4号車）、1/500 100系新幹線（５号車～8号車）、1/500 100系新幹線（9号車～12号車）、1/500 100系新幹線（13号車～16号車）
- 1987年（昭和62年）12月 - :【シリーズ19】 1/108 トラック・クレーン、1/17 ホンダ・モンキーR、1/175 マクダネル・ダグラスF-15イーグル、1/40 バギーファイター、1/5 M-16A1ライフル、1/60 ランボルギーニ・チータ
- 1988年（昭和63年）5月 - :【シリーズ20・世界最高速フランス超特急TGVシリーズ】1/330 フランス超特急TGV(1号車～3号車)、1/330 フランス超特急TGV(4号車～7号車)、1/330 フランス超特急TGV(8号車～10号車)
- 1988年（昭和63年）7月 - :【シリーズ21・ジョイフルトレインシリーズ】 1/400 JR北海道フラノエキスプレス、1/400 JR東日本フスーパーエキスプレスレインボー、1/400 JR東海ユーロライナー、1/400 JR西日本スーパーサルーンゆめじ、1/400 JR四国アイランドエキスプレス四国、1/400 JR九州オランダ村特急
- 1989年（平成1年）11月 - :【シリーズ22】1/40 ユーノス・ロードスター、1/465 B-2ステルス爆撃機、1/95 しんかい6500、1/510 飛行船コニカ号
- 1990年（平成2年）8月 - :【シリーズ23 最終シリーズ】〔1〕1/45 マツダ・TD-R、〔2〕1/45 トヨタ・RAV4、〔3〕1/40 オートザム・キャロル

### DELUXE BIG・1 GUM（デラックスビッグワンガム）
- 1980年（昭和55年）5月 - :【シリーズ1】1/115 SL C57、1/65 高所作業車、1/40 ポルシェ936ターボ、1/169 350tダンプカー、1/73 ジャンボ・トレーラー、1/37 ランボルギーニ・チータ、1/31 スーパー・サファリ、1/127 シコルスキーCH-53Eスーパースタリオン、1/130 電気機関車クロコダイル、1/19 BMW R75/5ポリス、1/134 新幹線ひかり号、1/435 ロッキードC-5Aギャラクシー
- 1980年（昭和55年）11月 - :【シリーズ2】1/384 ボーイング747(JAL)、1/31 ジープCJ-7、1/106 ダッソー・ミラージュ4000、1/31 マクラーレンM23、1/58 トーイング・トラクター、1/84 小松ペイローダHC400C、1/67 小松フォークリフトFD250、1/35 メルセデス・ベンツSSK、1/161 SLデイライト、1/211 救助艇US-1、1/462 外輪船、1/127 グラマンF-14トムキャット
- 1981年（昭和56年）8月 - :【シリーズ3】1/72 シュノーケル化学消防車、1/147 グラマンE-2Cホークアイ、1/68 モーター・グレーダー、1/467 帆船カティーサーク、1/50 コンクリート・ミキサー車、1/53 ロード・ローラー、1/117 フェアチャイルドA-10AサンダーボルトII、1/225 魚雷艇PT-15、1/70 トラック・クレーン、1/12 ホンダ・ゴリラZ50J-III
- 1982年（昭和57年）2月 - :【シリーズ4】1/36 ランチア・ストラトスHF、1/1516 クイーン・エリザベス2、1/112 フランス国鉄超特急TGV、1/37 フォードF-150レンジャー、1/135 ロッキードS-3バイキング、1/58 路面清掃車、1/84 コンテナ車、1/84 ジェット・パック
- 1982年（昭和57年）6月 - :【シリーズ5】1/110 リニア・モーターカー、1/54 救急車、1/130 マクダネル・ダグラスF-15Bイーグル、1/44 マスタング・マッハ１ハイウェイ・パトロール・カー、1/20 ホンダCB750F、1/38 ランボルギーニ・カウンタックLP500S、1/89 シコルスキーSH-60Bシーホーク、1/77 小松ブルドーザD455A
- 1982年（昭和57年）11月 - :【シリーズ6】〔1〕1/33 モーガン・プラス8、〔2〕1/85 ベルXV-15[11]、〔3〕1/450 ホバークラフトSRN4 Mk-III、〔4〕1/32 ハーレーダビッドソン・サイドカー、〔5〕1/35 リジェJS11、〔6〕1/100 ユーロスター・バス、〔7〕1/150 ディーゼル機関車DD51 、〔8〕1/70 コンクリート・ポンプ車
- 1983年（昭和58年）2月 - :【シリーズ7】1/40 ニッサン・スカイライン2000RS、1/1063 さんふらわぁ、1/93 ジェネラル・ダイナミクスF-16ファイティング・ファルコン、1/43 ニッサン・チェリー・バネット・コーチSGLハイルーフ、1/40 マツダ・サバンナRX-7、1/18 スズキ・GSX1100カタナ、1/169 350tダンプカー、1/73 ジャンボ・トレーラー
- 1983年（昭和58年）7月 - :【シリーズ8】1/130 シコルスキーS-72(Xウィング)[12]、1/20 ホンダCX-500ターボ、1/44 トヨタ・ランドクルーザー、1/36 ウィリアムズFW-07、1/42 トヨタ・セリカ2800GT、1/33 アルファロメオ・グランスポルト、1/86 ノースアメリカンP-51マスタング、1/42 ニッサン・フェアレディ280Z
- 1983年（昭和58年）11月 - :【シリーズ9】1/110 パナビア・トーネード、1/80 小松パワーショベルPC400、1/20 ヤマハ・スノーモービルS-540、1/36 ブラバムBT50、1/38 トヨタ・カローラ・レビン1600GTアペックス、1/34 エクスキャリバーSSK、1/31 ジープCJ-7、1/384 ボーイング747
- 1984年（昭和59年）3月 - :【シリーズ10】〔1〕1/91 ダンプ・トレーラー、〔2〕1/105 マクダネル・ダグラスF-18ホーネット、〔3〕1/37 ルノーRE-20ターボ、〔4〕1/28 スズキRG250ガンマ、〔5〕1/55 スカイマスターSH-138、〔6〕1/72 零式艦上戦闘機52型丙、〔7〕1/127 シコルスキーCH-53Eスーパー・スタリオン、〔8〕1/115 SL C57やまぐち号
- 1984年（昭和59年）7月 - :【シリーズ11】1/20 ヤマハYZR500、1/88 ダッソー・シュペル・エタンダール、1/620 黒船サスケ・ハンナ、1/82 清掃トラック、1/120 小松ダンプ・トラックHD1200、1/77 シコルスキーS-76、1/40 XR-311コンバット・バギー、1/150 電気機関車EF66
- 1984年（昭和59年）11月 - :【シリーズ12】1/39 アウディ・クアトロ・ラリー、1/31 シルビアRS-Xターボ、1/43 ポンティアック・ファイアーバード・トランザム、1/117 フェアチャイルドA-10サンダーボルトII、1/39 フェアレディZ300ZX、1/140 アメリカン・タンクローリー、1/20 ホンダVT750F、1/467 帆船カティサーク
- 1985年（昭和60年）6月 - :【シリーズ13】1/18 ホンダNS250R、1/35 マツダ・ファミリア1500XG-Rターボ、1-35 ホンダ・バラードCR-X、1-18 スズキGSX400R-HB
- 1985年（昭和60年）6月 - :【シリーズ14】1/35 トヨタMR-2、1/19 ホンダCBR400F-3、1/19 カワサキGPZ750R、1/38 フォルクスワーゲン
- 1986年（昭和61年）1月 - :【シリーズ15】1/35 ポルシェ911カレラ、1/39 トヨタ・ソアラ3.0GT、1/38 三菱スタリオン2000GSR-Vターボ、1/38 ホンダ・クイント・インテグラGSi、1/39 スバル・アルシオーネVR4WDターボ、1/40 フェラーリ512BBスペシャル
- 1986年（昭和61年）7月 - :【シリーズ16】1/36 ウィリアムズFW11ホンダ、1/40 ランボルギーニ・カウンタックLP500S、1/38 ポルシェ959、1/39 トヨタ・セリカ2000GT-R、1/39 トヨタ・スープラ3.0GTターボ、1/38 マツダ・サバンナRX-7GTリミテッド
- 1987年（昭和62年）1月 - :【シリーズ17】〔1〕1/19 ヤマハYZR500、〔2〕1/1880 戦艦大和、〔3〕1/100 三菱T-2 CCV、〔4〕1/44 オール・フォー・ショー・ピックアップトラック、〔5〕1/18 ホンダNS500、〔6〕1/70 トラック・クレーン(三菱ふそうローボーイ)
- 1987年（昭和62年）7月 - :【シリーズ18】1/19 スズキVS1400GLイントルーダー、1/65 高所作業車、1/127 マクドネル・ダグラスF-14Aトムキャット、1/72 シュノーケル化学消防車、1/170 テレックス・タイタン350tダンプカー、1/76 スーパーライナー・タンク・ローリー
- 1987年（昭和62年）12月 - :【シリーズ19】1/81 コンテナ・トラック、1/93 ジェネラル・ダイナミクスF-16Aファイティング・ファルコン、1/18 ヤマハFZR400R、1/41 ポルシェ962C、1/96 オート・トランスポーター、1/105 マクダネル・ダグラスF/A-18Aホーネット・ブルー・エンジェルス
- 1988年（昭和63年）6月 - :【シリーズ20】1/34 スズキRT-1、1/40 ニッサン・ジュード、1/37 ダイハツ・アーバンバギー、1/33 マツダMX-04、1/32 ニッサン・ザウルス、1/36 いすゞコアIII
- 1988年（昭和63年）11月 - :【シリーズ21・おもしろ自動車シリーズ】1/93 キャラバン・カー(キリン生DRY)、1/78 ドレン・スィーパ(極東開発)、1/67 シャトル・ローダ(極東開発)、1/82 フード・ローダー(ANA)
- 1989年（平成1年）3月 - :【シリーズ22】〔1〕1/39 トヨタ88C-V、〔2〕1/75 小松D155W-1(水陸両用ブルドーザー)、〔3〕1/90 ヒューズ/マクダネル・ダグラスAH-64Aアパッチ、〔4〕1/20 ホンダNXR750

### N（ニュー）ビッグワンガム
- 1991年（平成3年）3月 - :【シリーズ1】〔1〕1/40 ホンダNSX、〔2〕1/36 トヨタ・セラ、〔3〕1/40 フェラーリF40、〔4〕1/40 日産フェアレディZ(Z32)
- 1991年（平成3年）10月 - :【シリーズ2】〔1〕1/43 日産スカイラインGT-R、〔2〕1/36 ドンカ―ブート・スーパー8、〔3〕1/116 超大型タンクローリー、〔4〕1/116 18輪F-1トランスポーター
- 1992年（平成4年）4月 - :【シリーズ3】〔1〕1/43 チャージ・マツダ787B、〔2〕1/32 ホンダ・ビート、〔3〕1/42 ランボルギーニ・ディアブロ、〔4〕1/42 三菱パジェロXR-II
- 1992年（平成4年）10月 - :【シリーズ4】〔1〕1/40 アンフィニRX-7、〔2〕1/130 タダノ・トラッククレーン車、〔3〕1/43 ジャガ―XJR-15、〔4〕1/117 コマツ・ダンプトラックHD1600M
- 1993年（平成5年）4月 - :【シリーズ5】〔1〕1/21 ホンダNR、〔2〕1/45 トヨタ・エスティマルシーダG、〔3〕1/98 モリタ・スーパージャイロラダーMH、〔4〕1/40 ホンダ・プレリュードSi VTEC
- 1993年（平成5年）11月 - :【シリーズ6】〔1〕1/444 スペース・シャトル・エンデバー、〔2〕1/189 JR東海・新幹線のぞみ(300系)、〔3〕1/187 JR東日本・新幹線つばさ(400系)、〔4〕1/1460 日本郵船・客船飛鳥
- 1994年（平成6年）5月 - :【シリーズ7】〔1〕1/520 全日空マリンジャンボ747、〔2〕1/455 全日空マリンジャンボJr.767、〔3〕1/201 JR西日本・試験車両WIN350、〔4〕1/52 ホンダ・ドリーム(ソーラーカー)
- 時代不明 : 【シリーズ8】〔1〕1/520 スーパーリゾートエクスプレス747(リゾッチャ号)、〔2〕1/162 JR西日本・関空特急はるか、〔3〕1/210 JR東日本・Max(E1系オール2階建て新幹線)、〔4〕1/40 スーパーパトカー(ホンダNSX)
- 時代不明 : 【シリーズ9】〔1〕1/170 南海空港特急ラピート、〔2〕1/41 トヨタRAV4L、〔3〕1/98 スーパーアンビュランス(特殊救急車)、〔4〕1/166 JR東日本・スーパーあずさ
- 1995年（平成7年）10月 - : 【シリーズ10】〔1〕1/39 三菱パジェロミニ、〔2〕1/165 JR西日本・スーパー雷鳥(サンダーバード)、〔3〕1/165 JR東日本・房総ビューエクスプレス、〔4〕1/98 ランニングビジョン・トラック
- 時代不明 :(全3種)〔1〕1/47 ホンダCR-V、〔2〕1/50 マツダ・ボンゴ・フレンディ、〔3〕1/103 三菱スーパーグレートX

### NEW BIG・1 GUM（ニュービッグワンガム）第二期・完成品シリーズ
一車種ごとに色違いが二種類（赤と銀、青と白など）発売された一部塗装済み完成品の国産車シリーズ。
- 時代不明 : 〔1〕1/43 トヨタセリカ、〔2〕1/43 トヨタMR-S、〔3〕1/43 マツダロードスター、〔4〕1/43 ホンダS2000
- 時代不明 : 〔1〕1/52 三菱パジェロ、〔2〕1/52 トヨタハイラックスサーフ、〔3〕1/50 トヨタRAV4J、〔4〕1/50 ホンダCR-V

- 時代不明 : ファイヤーバードトランザム(red)、スズキGXSX400R HB、ホンダNS250R、トラッククレーン
- 時代不明 : 日産SAURUS、ホンダNS500

### アクションビッグワンガム
- 2002年（平成14年）4月 - : 日産キューブ、スバルレガシィ、トヨタエスティマ、ホンダオデッセイ（ライト点灯）
- 時代不明 : 作業トラックシリーズなど
- 時代不明 : 建設車両シリーズなど
- 時代不明 : 新幹線シリーズなど

### 復刻版シリーズ
第1弾 全5種 2002年（平成14年）11月
- 原子力空母（エンタープライズ）
- ポラリス潜水艦（ジョージ・ワシントン）
- 蒸気機関車（D51）
- 戦艦大和
- ジェット戦闘機（パナビア200MRCA / トーネード）

第2弾 全5種
- 戦車（レオパルト1）
- 蒸気機関車 (BIG BOY)
- 戦艦ビスマルク
- AH-64 アパッチ （初代100円ビッグワンガムの金型を再現、デラックス版での新金型ではない。）
- ジェット戦闘機（F-15イーグル）

## その他
- 類似コンセプトとして、組み立てパズルが付属した「ビッグリーグガム」「パズルくんガム」も存在した。「パズルくんガム」はサルをイメージしたぬいぐるみキャラがパッケージにデザインされている。テレビCMはパズルくんの人形アニメーションで構成され、春日三球→西川のりお→でんでんといったコメディアンがCVを担当。CMのラストには「また寝らんなくなっちゃう」「ありがとうごじぇーますだ」「どうだい」といった、担当者のギャグが挿入された。
- DXビッグワンガムのプラ組立てキット本体の軟質素材と異素材（メッキパーツなど）等の部品を、はめ込む過程で差込穴が硬い場合に備え、ランナー内に軟質な本体の差込穴を広げるためのピン状のドライバーが追加された。のちに専用ドライバーをはじめ、ビッグワンガム制作に特化した工具セットのプレゼントキャンペーンが行われた。
- 1999年（平成11年）ごろのカバヤのホームページにはビッグワンガムの一覧表があったのだが、資料の多くが紛失していたためリスト画像を募集していた。
- 2002年（平成14年）、初期ラインナップを復刻版として発売。当時の食玩は、無塗装（塗装が困難な軟質樹脂）とシール仕上げが前提の「簡易組み立てキット」から、国外の安価な人件費を背景とした付加価値の高い「塗装済・完成品」が主流となっていたため、売り上げが芳しくなく第2弾をもって終了している。